# Étage 4 (époque)
Stratigraphie
Étage 3 Wuliuen
Série 3
L'étage 4 est un étage du Cambrien.